# Gebrüder Benecke
Das Bankhaus Gebrüder Benecke war um die Wende vom 18. zum 19. Jahrhundert ein bedeutendes Unternehmen der Finanzbranche in Berlin.
Nicolas (1759–1811), Chrétien (1763–1805) und Etienne Benecke (1768–1806) waren die Söhne des Chirurgen Jean Guillaume Benecke aus Stolp in Pommern und dessen Ehefrau Susanne Benecke geb. Richard. Chrétien und Etienne gründeten 1792 ein Waren-, Speditions-, Geld- und Wechselgeschäft in Berlin und sollen 1794 die Handlung des verstorbenen Bankiers F. W. Schütz im Haus Spandauer Straße 22 fortgesetzt haben. 1795 erfolgte die Umwandlung in ein Bank- und Kommissionsgeschäft. 1812/1813 gehörte die Handlung zu den am höchsten eingestuften Unternehmen.
Bereits seit 1793 war Wilhelm Christian Benecke Mitarbeiter der Bank und übernahm nach dem frühen Tod der Gründer im Jahr 1806 die Geschäftsleitung. Die Vormundschaft über die vier Kinder Etiennes, Johann Wilhelm (1797–1827), Carl, Etienne (1800–1877) und Louis-Ferdinand, übernahm Etiennes ältester Bruder Nicolas. Unter Wilhelm Christian Benecke entwickelte sich das Bankhaus zu einem Haus ersten Ranges in Preußen, das in ganz Europa anerkannt war. Während der französischen Invasion im Jahr 1806 stellte das Bankhaus Gebrüder Benecke für die Zahlung der französischen Kontributionen, gemeinschaftlich mit drei anderen Berliner Banken, unentgeltlich Wechsel aus, deren Einlösung durch den Staat nach und nach erfolgte. 1820 wurde für Norwegen eine Staatsanleihe aufgelegt. Im Jahr 1820 wurden der Sohn des verstorbenen Etienne Benecke, Johann Wilhelm Benecke, und der Bruder von Wilhelm Christian Benecke, Gustav Benecke, assoziiert. Wilhelm Christian Benecke zog sich 1823 völlig aus dem Unternehmen zurück. Zusammen mit Mendelssohn & Fränkel und anderen Bankiers und Bankhäusern gründeten die Gebrüder Benecke im Jahr 1823 den Berliner Kassenverein. Am 1. Februar 1826 ging das Bankhaus in Konkurs.